# فاضل خلف
فاضل خلف حسين التيلجي (2 أكتوبر 1927 - 31 يناير 2023) كاتب وصحافي وشاعر كويتي. ولد في مدينة الكويت. حصل على شهادة دار المعلمين. ثم دبلوم الدراسات الأدبية من معهد الآداب التابع لجامعة كمبردج في بريطانيا. عمل مدرسًا وصحفيًا في تونس، ثم عاد إلى الكويت فعمل مستشارًا في ديوان وزارة الإعلام حتى تقاعده. قدّم في إذاعة الكويت أحاديث أدبيّة أسبوعية، العام 1961. وكان مسؤولًا عن الشؤون الثقافية في جريدة الرأي العام الكويتية. له دواوين شعرية عديدة وقصص ومؤلفات في الأدب.

## سيرته
ولد فاضل خلف في يوم الأحد الثاني من أكتوبر عام 1927 في الكويت، وأثناء سفر والده خلف التيلجي في عمله حينما كان يعمل مأمورا للتلكس، جال في خاطره أن يفتح صندوقا لوالده لم يفتحه من قبل قط، فإذا به يجد مجموعة من الكتب كان يجلبها الوالد من سفراته إلى البصرة وعبادان فبدأ بقراءتها فكانت هذه الشرارة التي أشعلت نور الأدب في نفسه، وكان من هذه الكتب ديوان الرصافي وكتب في التاريخ والجغرافيا وعددا من المجلات كالرسالة والهلال، فبدأ بكتابة الشعر إلا أن نصيحة من الشيخ يوسف بن عيسى القناعي جعلته ينتقل لكتابة القصة لسهولة كتابتها مقارنة بالشعر لما يحتاجه من وزن وقافية وخلافه، وقد أبدع فاضل خلف في كتابة القصة وأصبح من روّادها، فهو أحد ثلاثة كانوا يكتبون القصة في ذلك الزمان وهو أول من أصدر مجموعة قصصية في الكويت عام 1955 وكانت تسمى «أحلام الشباب».
التحق ببعض الفصول المسائية لدراسة التربية وعلم النفس وأصول التدريس في مدارس الشرقية والمباركية، منح بعدها شهادة دار المعلمين، ثم درس في بريطانيا، وحصل على دبلوم الدراسات الأدبية من معهد الآداب التابع لجامعة كمبردج. عمل مدرساً وكاتباً ومترجما وملحقاً صحفياً في تونس وبقي هناك أربع عشرة سنة ثم عاد إلى الكويت فعمل مستشاراً بديوان وزارة الإعلام إلى أن تقاعد عام 1988. قدّم من إذاعة الكويت عام 1961 أحاديث أدبية أسبوعية كانت نواة لكتابه «دراسـات كويتية»، كما عمل من 1984-1990 مسئولاً عن الشؤون الثقافية في جريدة الرأي العام.
في عام 2004 تعرض فاضل خلف لجلطة في القلب تعافى منها، فتوقف عن كتابة الشعر حتى لا يتعب قلبه. إلا أنه قرأ لأدباء المغرب مدحهم وإطرائهم الكبير لمجلة العربي الكويتية فعاد إلى الشعر مرة أخرى بقصيدة نظمها في الإشادة بأدباء المغرب. ثم كتب قصيدة أخرى في الشاعر الكويتي خالد الفرج بعد أكثر من أربعين سنة من رحيله.

## الأعمال

### دواوين شعرية
- «على ضفاف مجردة»، 1973
- «25 فبراير (شعر وطني)»، 1981
- «الضباب والوجه اللبناني (خواطر شعرية)»، 1989
- «كاظمة وأخواتها»، 1995

### أعماله الإبداعية
- «أحلام الشباب (قصص)»، 1955
- «أصابع العروس (قصص)»، 1989
- «في الأدب والحياة»
- «زكي مبارك»
- «دراسات كويتية»
- «سياحات فكرية»
- «أصوات عالية»
- «أصداء بعيدة»
- «قراطيس مبعثرة»
- «ذكريات نقعة ابن خميس»
- «أزهار الخير»

فاز بالجائزة الأولى في مسابقة إذاعة لندن الشعرية 1964، وفي مسابقة جمعية المعلمين الكويتية 1969، وفي المسابقة الوطنية التي أجرتها جريدة الرأي العام 1978.